# هرمان راربل
هرمان راربل (انگلیسی: Herman Rarebell؛ زادهٔ ۱۸ نوامبر ۱۹۴۹) یک موسیقی‌دان اهل آلمان است. وی از سال ۱۹۷۷ میلادی تاکنون مشغول فعالیت بوده‌است.